# Església de la Sang (l'Alcora)
L'Església de la Sang de l'Alcora, a la comarca de l'Alcalatén és un monument declarat Bé de Rellevància Local, amb codi d'identificació 12.04.005-005, segons la Disposició Addicional Cinquena de la Llei 5/2007, de 9 de febrer, de la Generalitat Valenciana, de modificació de la Llei 4/1998, d'11 de juny, del Patrimoni Cultural Valencià (DOCV Núm. 5.449 / 13/02/2007).
Es pot trobar l'església de la sang en el mitjà de l'aljama judaica de la localitat de l'Alcora, a la plaça de la Sang, on s'aixecava la sinagoga. Es va construir el 1621 i hi ha proves de la concessió d'indulgències a tots els que participessin en la construcció, concedides pel Cardenal Espínola. La data de construcció no sembla coincidir amb les característiques d'aquesta que presenta arcs diafragmàtics i sostre de fusta a dues aigües.
A l'interior destaquen les restes de pintura del segle xviii basats en la Passió de Crist, així com decoracions sobre dibuixos de la Fàbrica del Comte Aranda.
Respecte a l'exterior i façana principal, amb el temps ha anat perdent la major part dels elements originals.